# Tandbaarzen
Tandbaarzen (Epinephelinae) vormen een onderfamilie van de familie van zaagbaarzen (Serranidae), in de orde van baarsachtigen (Perciformes). Er bestaan meerdere geslachten van tandbaarzen (zie hieronder) en elk geslacht soort kent weer vele soorten.

## Algemeen
Een bekende Engelse benaming is 'grouper', dat weer afgeleid is van het Portugese garoupa. Een ander populaire benaming is Merou. De naam grouper wordt meestal gegeven aan twee grote geslachten: Epinephelus en Mycteroperca. Soms wordt de naam ook gebruikt voor baarzen die deel uitmaken van andere geslachten.

## Kenmerken
Tandbaarzen zijn beenvissen (Teleostei) met een fors lichaam en grote bek met grote lippen. Zij kunnen vrij groot worden, waarbij een lengte van meer dan een meter en een gewicht van meer dan 100 kilogram geen uitzondering vormen. Zij hebben niet veel tanden in hun kaken, maar beschikken over sterke beenplaten in hun keelholte waarmee zij hun prooi kunnen fijnmalen. Met hun krachtige kieuwspieren kunnen zij zich bij gevaar in rotsspleten vastklampen. Jonge soorten zijn overwegend vrouwelijk, maar worden mannelijk als zij groter worden. Jonge baarzen beginnen als tweeslachtig en groeien met ongeveer 1 kilo per jaar. Met 3 kilo, als zij vrouw zijn, is de baars volwassen. Als het gewicht 10-12 kilo bedraagt, worden zij man. Volwassen mannetjes kunnen harems van 3-15 vrouwtjes hebben in hun territorium.
Op tandbaarzen is in het verleden intensief jacht gemaakt vanwege hun geliefde vlees. Op vele plaatsen in de Middellandse Zee zijn zij nu beschermd. Op deze plaatsen zijn hun aantallen nu weer flink toegenomen (zie ook île de Gabinière).

## Voeding
Hun voedsel bestaat uit vis, inktvissen, krabben en kreeften. Zij liggen vaak roerloos op een plek te wachten in plaats van te gaan jagen in het open water. Zij zuigen hun prooi naar binnen en slikken hem in, in plaats van deze in stukken te bijten. Door hun borstvinnen in verschillende standen te plaatsen kunnen zij roerloos in het water blijven hangen of voorzichtig achteruit zwemmen. Bek en kieuwen vormen een krachtig zuigorgaan waarmee zij zelfs prooien op grotere afstand naar zich toe kunnen trekken.

## Fotogalerij

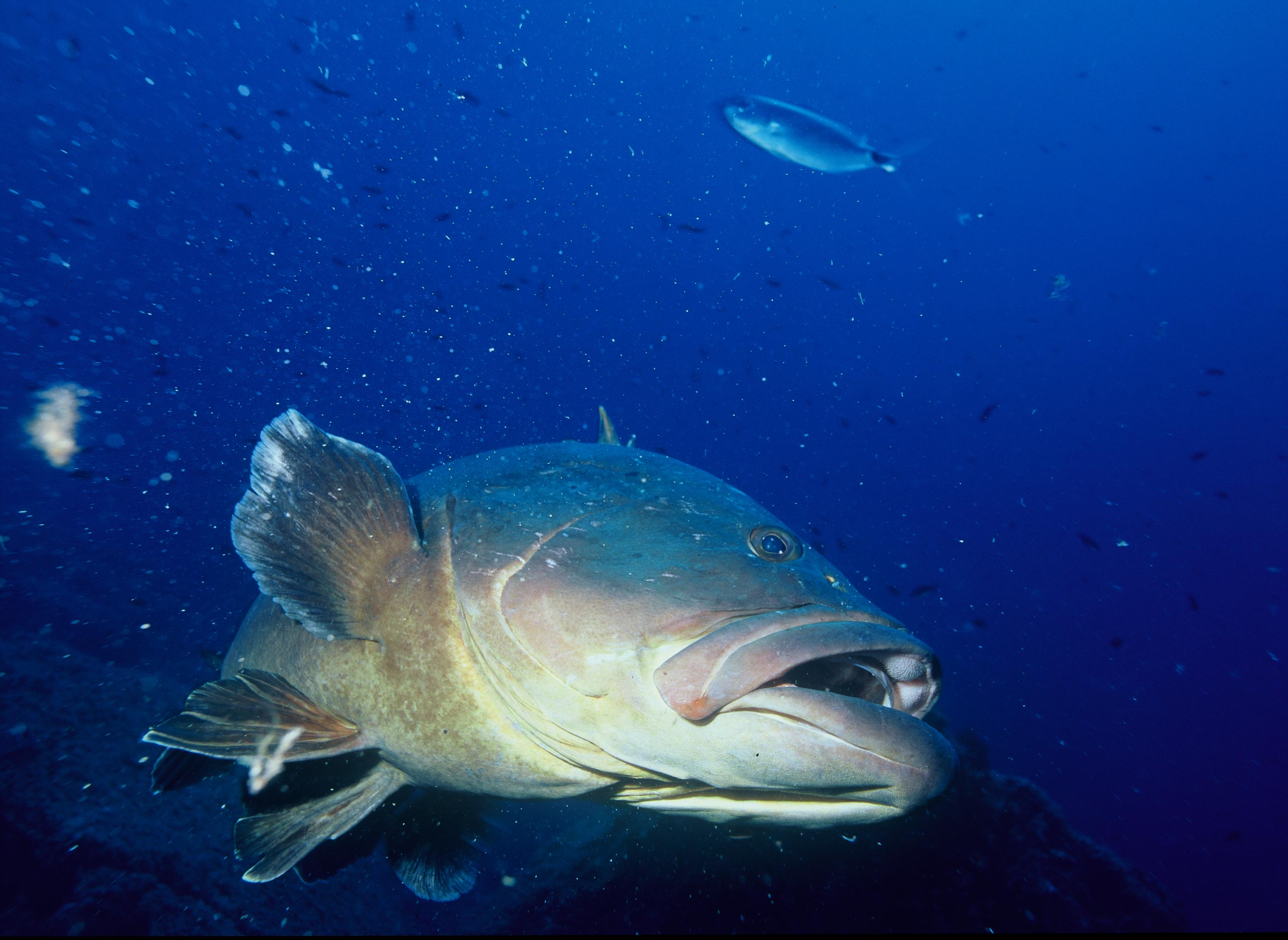
De bruine tandbaars (Epinephelus marginatus). Middellandse Zee
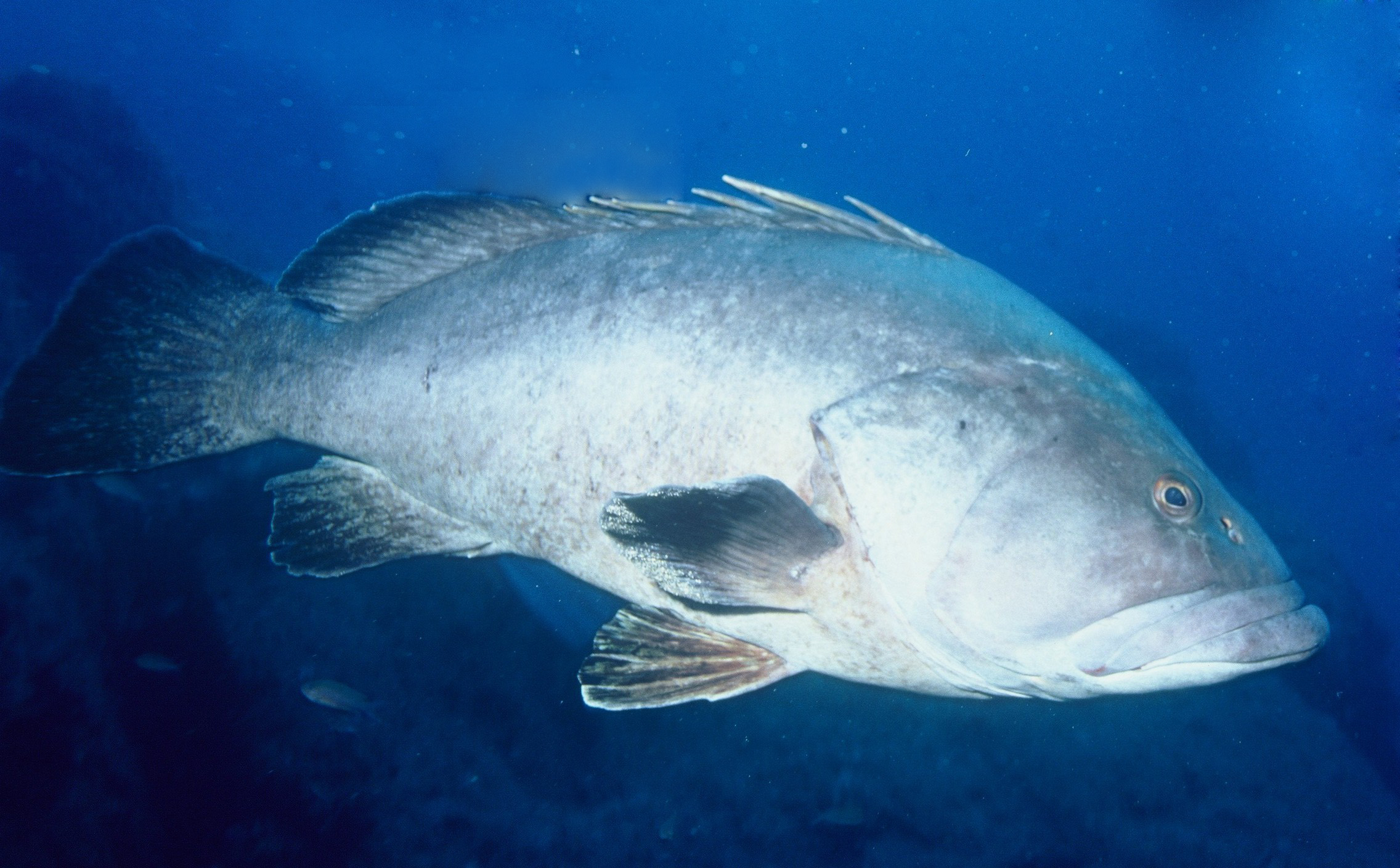
De bruine tandbaars (Epinephelus marginatus). Middellandse Zee
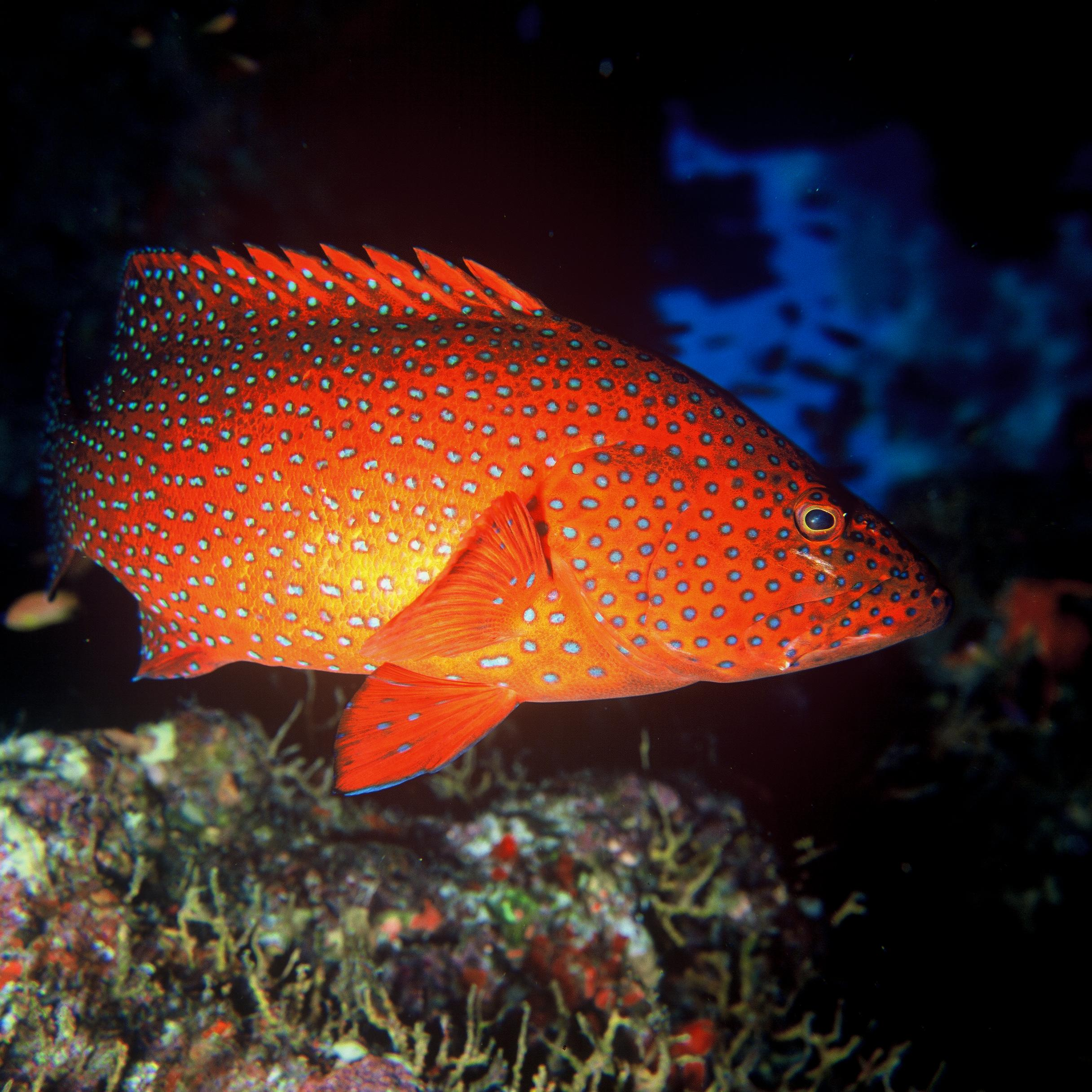
De rode koraalbaars (Cephalopholis miniata), Rode Zee
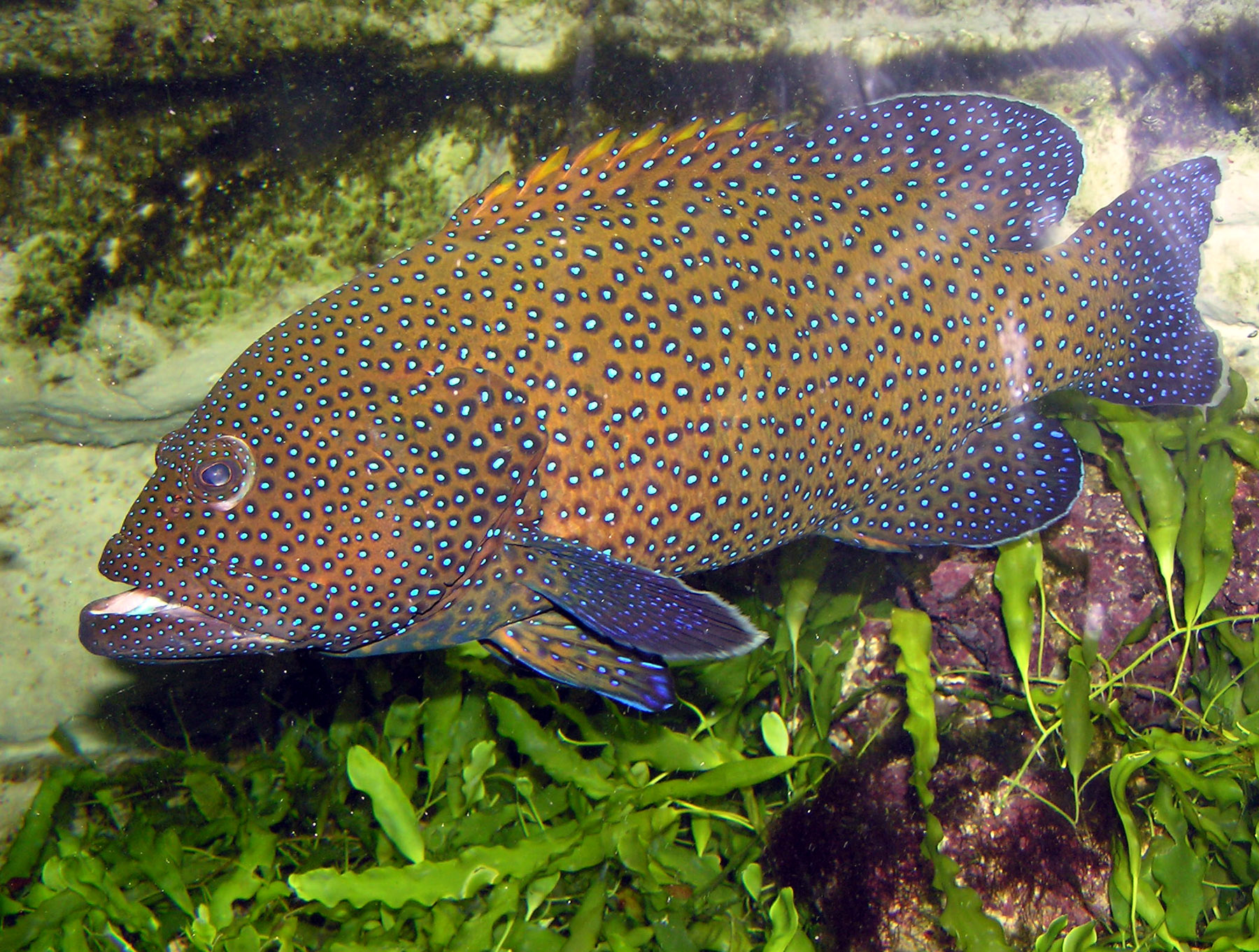
De pauwtandbaars (Cephalopholis argus)
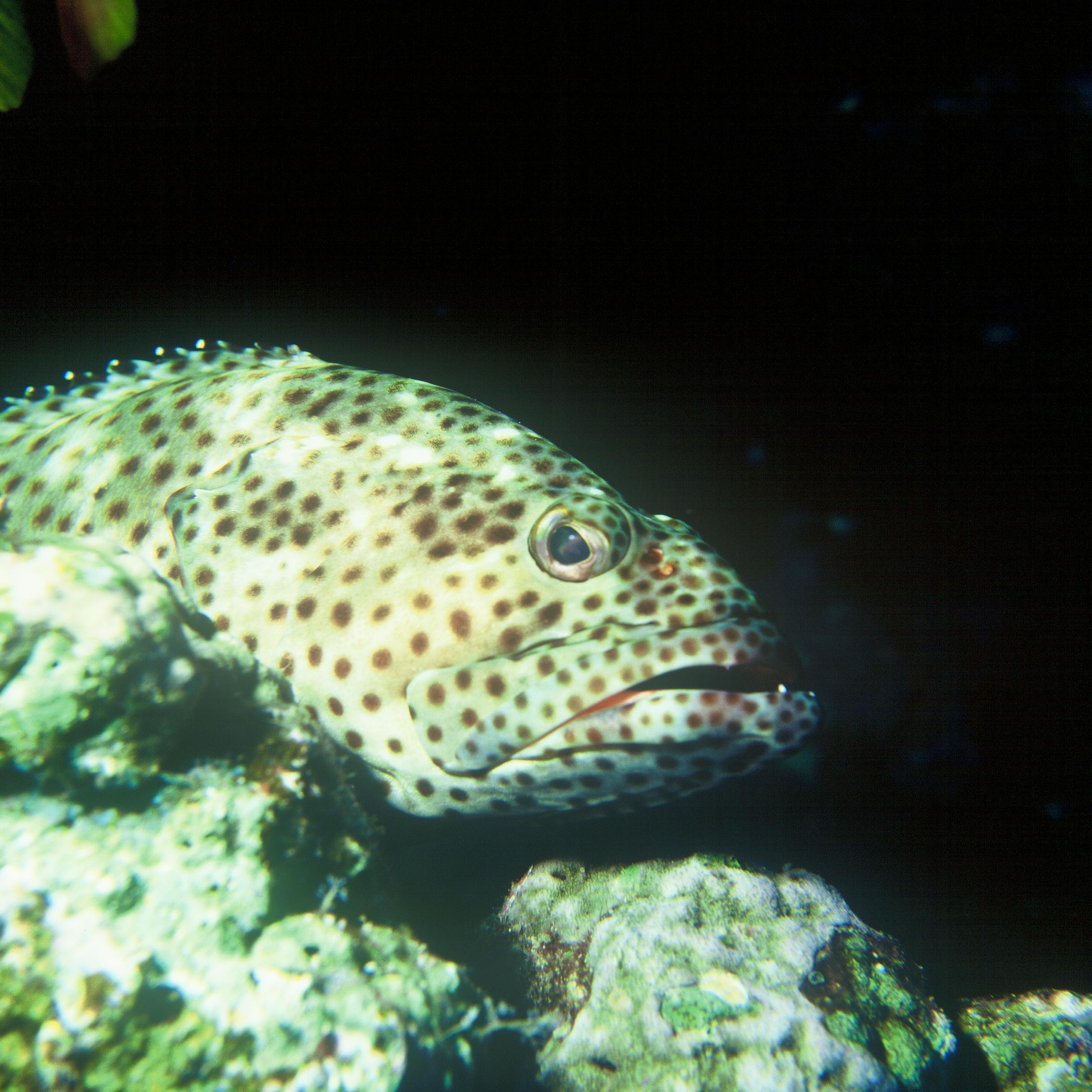
De Malabar tandbaars (Epinephelus malabaricus, Rode Zee
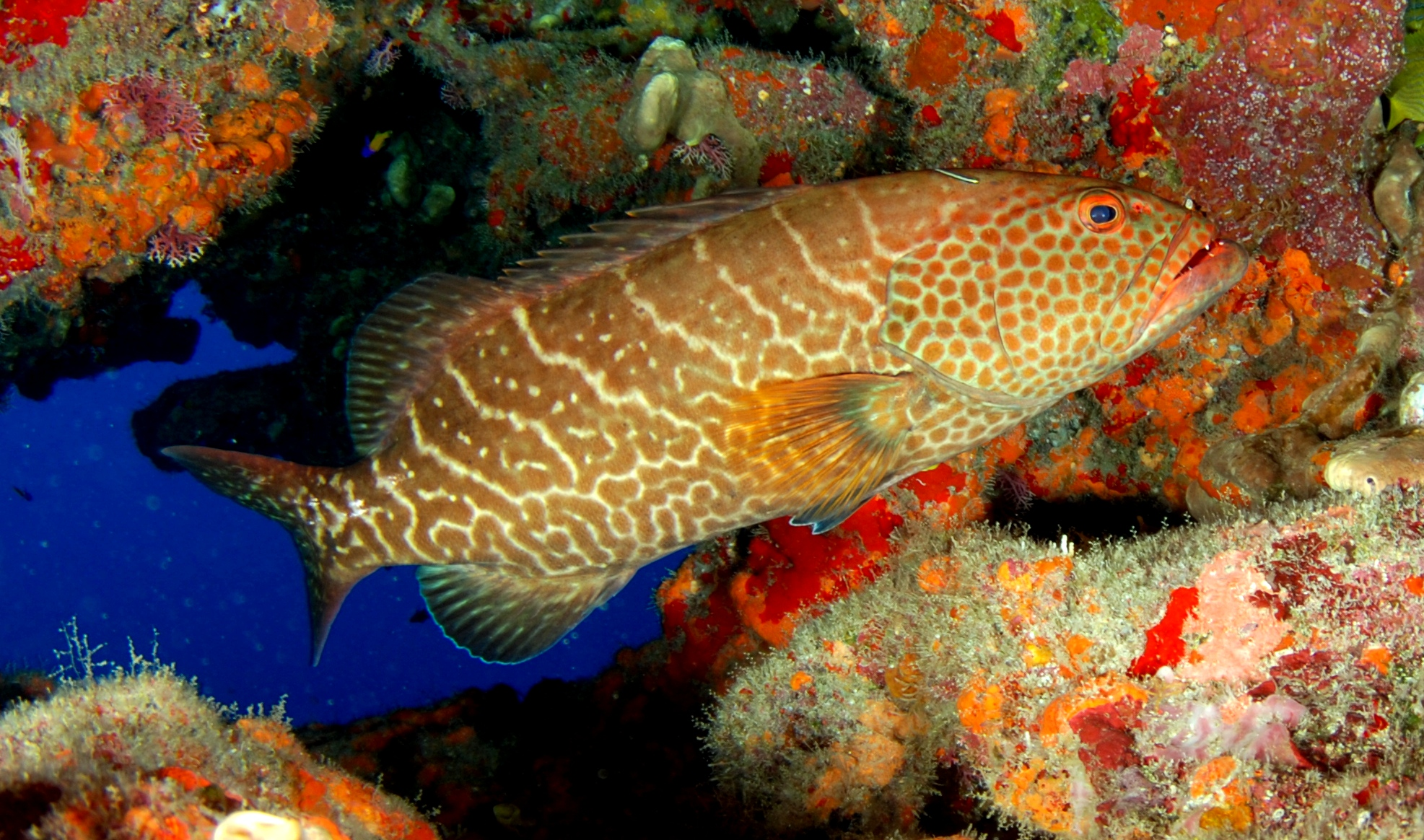
De tijger tandbaars (Mycteroperca tigris), Caraïbische Zee

## Geslachten van de onderfamilie tandbaarzen
- Aethaloperca Fowler, 1904
- Alphestes
- Anyperodon Guenther, 1859
- Aulacocephalus
- Cephalopholis Schneider, 1801
- Cromileptes Swainson, 1839
- Dermatolepis Gill, 1861
- Epinephelides
- Epinephelus
- Gonioplectrus
- Gracila Randall, 1964
- Grammistops Schultz, 1953
- Mycteroperca Gill, 1863
- Niphon
- Paranthias
- Plectropomus Oken, 1817
- Pogonoperca Guenther, 1859
- Saloptia
- Triso
- Variola Swainson, 1839